# Imamura Akitsune

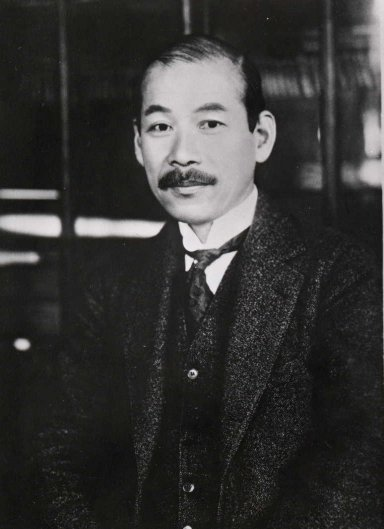
Imamura Akitsune

Imamura Akitsune (japanisch 今村 明恒, geboren 14. Juni 1870 in der Präfektur Kagoshima; gestorben 1. Januar 1948) war ein japanischer Seismologe.

## Leben

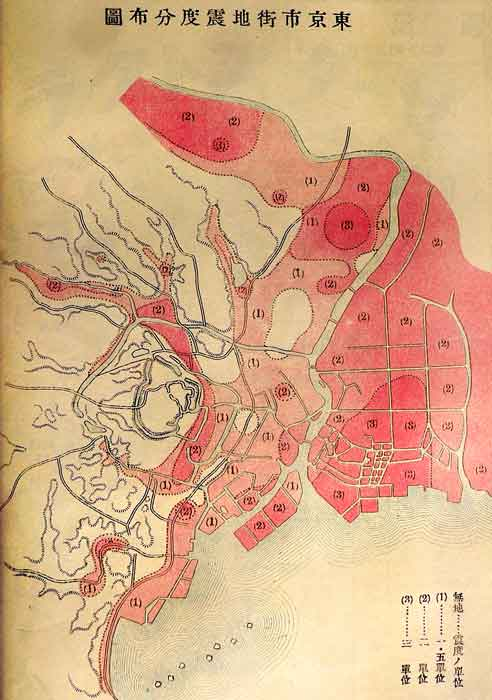
Erdbeben 1923
Karte: Imamura Akitsune

Imamura Akitsune machte 1894 seinen Abschluss an der Fakultät für Physik der Kaiserlichen Universität Tokio. Er arbeitete dann gleichzeitig als Professor an der Militärakademie (陸軍士官学校, 陸軍士官学校) und als Assistenzprofessor an seiner Alma Mater. Daneben war er im „Earthquake Prevention Research Committee“ (震災予防調査会, Shinsai yobō chōsa-kai) aktiv. 1929 wurde er Vorsitzender der neu gegründeten „Seismologischen Gesellschaft“ (地震学会; Jishin gakkai).
1931 wechselte er von seiner Professur an der Universität Tokio zum Kultusministerium und übernahm die Leitung der Physikabteilung des Akademischen Forschungsrates (学術研究会議物理学部, Gakujutsu kenkyū kaigi butsurigaku-bu) des Ministeriums. 1905 kam es zu einem großen Streit mit seinem ehemaligen Chef, dem Seismologen Ōmori Fusakichi in Bezug auf die Vorhersage des großen Kantō-Erdbebens, in dem Imamura, der ein Erdbeben in den nächsten 50 Jahren voraussagte, Recht behielt. Nach dem Großen Kantō-Erdbeben von 1923 spielte er als Sekretär des „Earthquake Prevention Research Committees“ eine zentrale Rolle bei der Aufarbeitung des Ereignisses.
Darüber hinaus hat Imamura seit Beginn der Shōwa-Zeit aktiv Untersuchungen zur Krustenverformung mit Hilfe von Geodäsie und Vermessung geplant und maßgeblich zur Etablierung grundlegender Methoden für die heutige Erdbebenvorhersageforschung beigetragen. Neben seinem Hauptwerk „Theory and Applied Seismology“ (englisch) hat er viele aufklärerische Bücher geschrieben wie „Jishin kōwa“ (地震講話) – „Lektionen zu Erdbeben“, „Jishin no seifuku“ (地震の征服) – „Überwindung der Erdbeben“, „Namazu no zaregoto“ (鯰のざれごと) – „Der Wels, ein Scherz“ oder „Jishin no kuni“ (地震の国) – „Ein Erdbebenland“.